# Sammy McKim
Sammy "Sam" McKim  (20 décembre 1924, Vancouver  Canada - 9 juillet 2004, Burbank, Californie,  États-Unis) est un acteur canadien devenu par la suite imagineer chez Walt Disney Imagineering.

## Biographie
McKim débute chez WED Enterprises en 1955 comme artiste conceptuel pour Disneyland.
Il a travaillé sur les concepts de :
- Great Moments with Mr. Lincoln
- It's a Small World
- Haunted Mansion
- Disneyland Monorail
- Carousel of Progress
- Hall of Presidents
- Universe of Energy
- Disney-MGM Studios

Il prend sa retraite en 1987.

## Filmographie
- 1958 : Lueur dans la forêt (non crédité, recherche graphique pour le village indien[2])
- 1967 : La Gnome-mobile, style artistique

### Comme acteur
- 1935 : This Is the Life de Marshall Neilan
- 1939 : Le Torrent de la mort (Rovin' Tumbleweeds) de George Sherman
- 1940 : Rocky Mountain Rangers de George Sherman
- 1940 : Laddie de Jack Hively
- 1940 : Texas Terrors de George Sherman
- 1952 : The Story of Will Rogers de Michael Curtiz